# Mireia Rosich Salvó
Mireia Rosich Salvó (Tarragona, 1972) és una historiadora de l'art, bibliotecària i museòloga catalana.
Llicenciada en història de l'art, màster en gestió cultural per la Universitat de Barcelona i postgraduada en disseny i producció de projectes expositius per l'Escola Superior de Disseny i Enginyeria ELISAVA, adscrita a la Universitat Pompeu Fabra, des de l'any 2003 és la directora de la Biblioteca Museu Víctor Balaguer, secció del Museu Nacional d’Art de Catalunya, i també del Museu Romàntic Can Papiol, tots dos museus de Vilanova i la Geltrú.
Va exercir també el càrrec de gerenta de l'Organisme Autònom de Patrimoni de la ciutat entre els anys 2004 i 2008. Anteriorment, havia estat tècnica d’exposicions i difusió al Museu d'Història de la Ciutat de Barcelona entre el 1998 i el 2000, i coordinadora del 'Centenari Víctor Balaguer' (2001-2002). Des de la direcció de museus amb rellevants col·leccions artístiques, ha dut a terme diferents projectes de perfil museològic i museogràfic.
En el camp de la recerca ha publicat diversos articles relacionats amb els fons dels museus, tant en catàlegs com en publicacions periòdiques. Ha participat en cursos, jornades, seminaris i taules rodones. És membre de l'Associació de Museòlegs de Catalunya i de l'Associació de Gestors Culturals de Catalunya. És membre del consell editorial dels Quaderns de Patrimoni del Garraf.